# Progne chalybea
La golondrina pechigrís o golondrina doméstica (Progne chalybea) es una especie de ave paseriforme de la familia de los hirundínidos (Hirundinidae). 
Es nativo del continente americano y su área de distribución se extiende de los Estados Unidos hasta Argentina. 

## Distribución, hábitat y características
La golondrina pechigrís tiene un área de distribución muy extenso que incluye Argentina, Belice, Bolivia, Brasil, Chile, Colombia, Costa Rica, Ecuador, El Salvador, Guayana Francesa, Guatemala, Guyana, Honduras, México, Nicaragua, Panamá, Paraguay, Perú, Suriname, Trinidad y Tobago, Estados Unidos, Uruguay y Venezuela.
Su hábitat consiste de bosque húmedo subtropical y tropical de tierras bajas, manglares, sabana, pastizales, humedales (ríos, arroyos, cascadas y cataratas, pantanos, ciénagas) tierras cultivadas y áreas urbanas.
Mide 18 centímetros aproximadamente. Estas golondrinas pasan la mayor parte del día volando, y es la forma en que capturan su alimento, consistente en moscas, mosquitos, hormigas voladoras y pequeños coleópteros. Sus cortas patas no le sirven para caminar, sólo para posarse. Esta especie llega al hemisferio sur en primavera desde el hemisferio norte y se queda hasta comienzos del otoño. Es común en las ciudades por su costumbre de anidar en huecos o cornisas. Posee el dorso negro azulado,  la garganta y pecho ceniciento con leve ondeado claro y el resto ventral blanco.

## Subespecies
Se distinguen las siguientes subespecies:
- Progne chalybea chalybea (Gmelin, 1789)
- Progne chalybea macrorhamphus Brooke, 1974
- Progne chalybea warneri A.R. Phillips, 1986